# Assahrij
Assahrij  (in arabo الصهريج‎?) è un centro abitato e comune rurale del Marocco situato nella provincia di El Kelâat Es-Sraghna, regione di Marrakech-Safi. Conta una popolazione di 15 385 abitanti (censimento 2014).